# Junior combinaguai
Junior combinaguai (Problem Child) è una serie televisiva animata prodotta da Universal e D'Ocon Films. Prosegue le vicende del bambino protagonista Junior Haely della trilogia cinematografica live-action (Piccola peste, Piccola peste torna a far danni e Piccola peste s'innamora). Negli USA la serie è andata in onda originariamente su USA Network dal 31 ottobre 1993 al 4 dicembre 1994 mentre in Italia è stata trasmessa su Italia 1 nel corso del 2000.

## Trama
Junior Healy è un bambino di dieci anni che continua le sue tremende avventure con suo padre Little Ben (che ora è un ufficiale di polizia) e la sua nuova amica Cyndi Kerrigan a Toe Valley. Junior continua a rendere difficile la vita a coloro che si mettono sulla sua strada come il sindaco Big Ben Healy (viscido nonno della piccola peste) e il preside Igor Peabody, facendogli scherzi e mettendo in atto idee maliziose.

## Doppiaggio
| Personaggio                     | Doppiatore originale | Doppiatore italiano |
| ------------------------------- | -------------------- | ------------------- |
| Junior Healy                    | Benjamin Diskin      | Patrizia Mottola    |
| Cyndi Kerrigan                  | Elizabeth Daily      | Giusy Di Martino    |
| Sceriffo Ben "Little Ben" Healy | Mark L. Taylor       | Claudio Moneta      |
| Preside Igor Peabody            | Gilbert Gottfried    |                     |
| Sindaco Ben "Big Ben" Healy     | Jonathan Harris      | Tony Fuochi         |
| Murph                           | John Kassir          |                     |

## Episodi

### Prima stagione
| nº | Titolo italiano | Titolo inglese               | Prima TV USA     | Prima TV Italia |
| -- | --------------- | ---------------------------- | ---------------- | --------------- |
| 1  |                 | Toys Will Be Toys            | 31 ottobre 1993  | 2000            |
| 2  |                 | Junior and the Grammy Bombs  | 7 novembre 1993  |                 |
| 3  |                 | Junior and the Jail Break    | 14 novembre 1993 |                 |
| 4  |                 | Junior and the Babysitter    | 21 novembre 1993 |                 |
| 5  |                 | Junior and the Z Guys        | 28 novembre 1993 |                 |
| 6  |                 | Junior and the Dictator      | 5 dicembre 1993  |                 |
| 7  |                 | Junior's Doomsday Debacle    | 12 dicembre 1993 |                 |
| 8  |                 | Junior and the Clown         | 19 dicembre 1993 |                 |
| 9  |                 | Junior and the Bathroom Door | 26 dicembre 1993 |                 |
| 10 |                 | Junior Dies Hard             | 2 gennaio 1994   |                 |
| 11 |                 | Junior and the Camp          | 9 gennaio 1994   |                 |
| 12 |                 | Governing Principal          | 23 gennaio 1994  |                 |
| 13 |                 | Junior and the Science Fair  | 13 febbraio 1994 |                 |

### Seconda stagione
| nº | Titolo italiano | Titolo inglese              | Prima TV USA      | Prima TV Italia |
| -- | --------------- | --------------------------- | ----------------- | --------------- |
| 14 |                 | Junior Healy, Superstar     | 12 settembre 1994 |                 |
| 15 |                 | My Fair Cyndi               | 19 settembre 1994 |                 |
| 16 |                 | The Wilderness Healys       | 26 settembre 1994 |                 |
| 17 |                 | Junior's Weird Olympics     | 2 ottobre 1994    |                 |
| 18 |                 | Sawdust, Tinsel, and Junior | 9 ottobre 1994    |                 |
| 19 |                 | The Legend of Big Bob Healy | 16 ottobre 1994   |                 |
| 20 |                 | Tiny Ben and Junior Healy   | 23 ottobre 1994   |                 |
| 21 |                 | Junior and the Big Kids     | 30 ottobre 1994   |                 |
| 22 |                 | Junior and the Big House    | 6 novembre 1994   |                 |
| 23 |                 | Teacher of the Year         | 13 novembre 1994  |                 |
| 24 |                 | The Cyndi Kerrigan Story    | 20 novembre 1994  |                 |
| 25 |                 | Grease My Palm              | 27 novembre 1994  |                 |
| 26 |                 | Junior Vanilli              | 4 dicembre 1994   |                 |